# Villa Souchier
La villa Souchier est une voie du 16e arrondissement de Paris, en France.

## Situation et accès

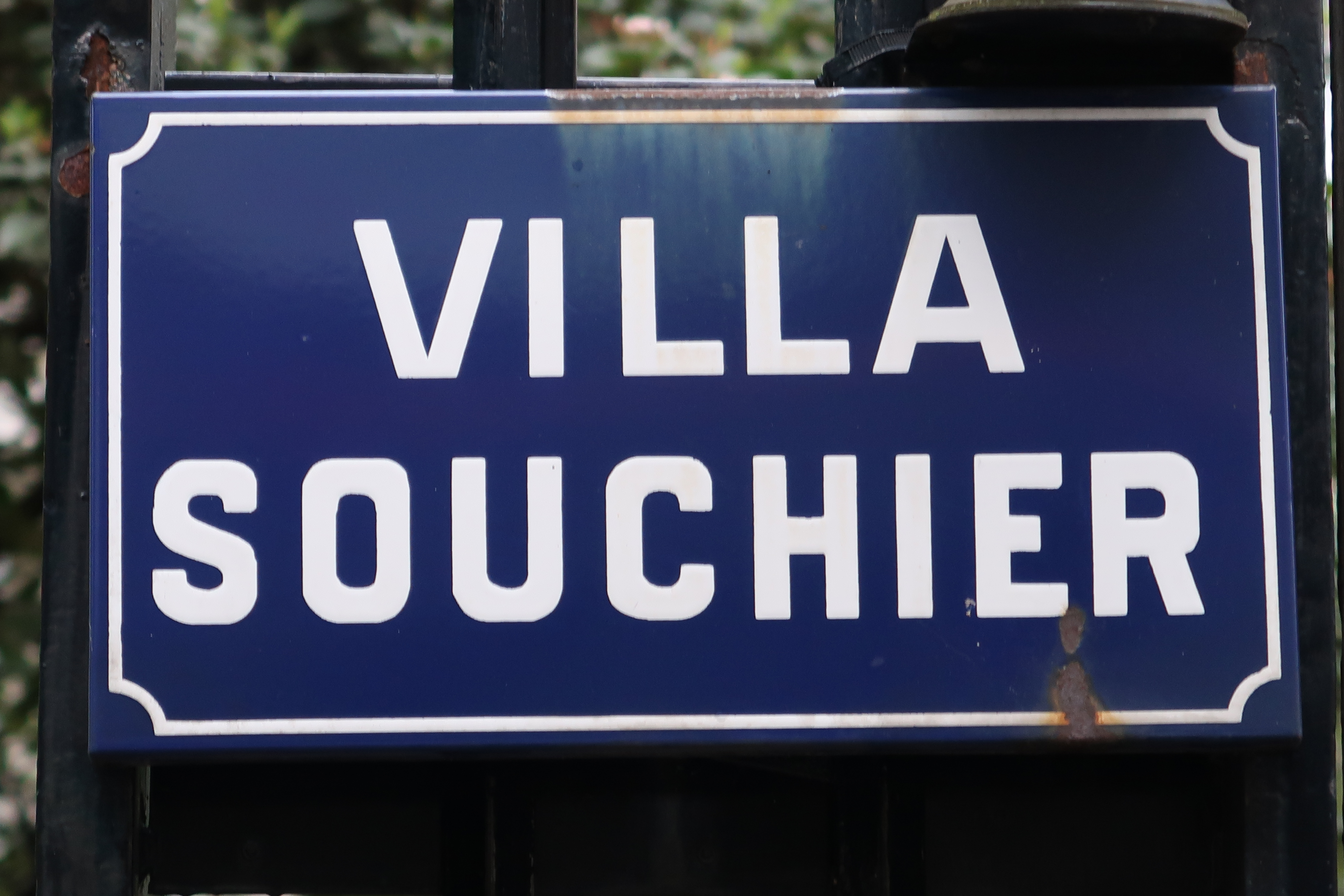
Plaque.

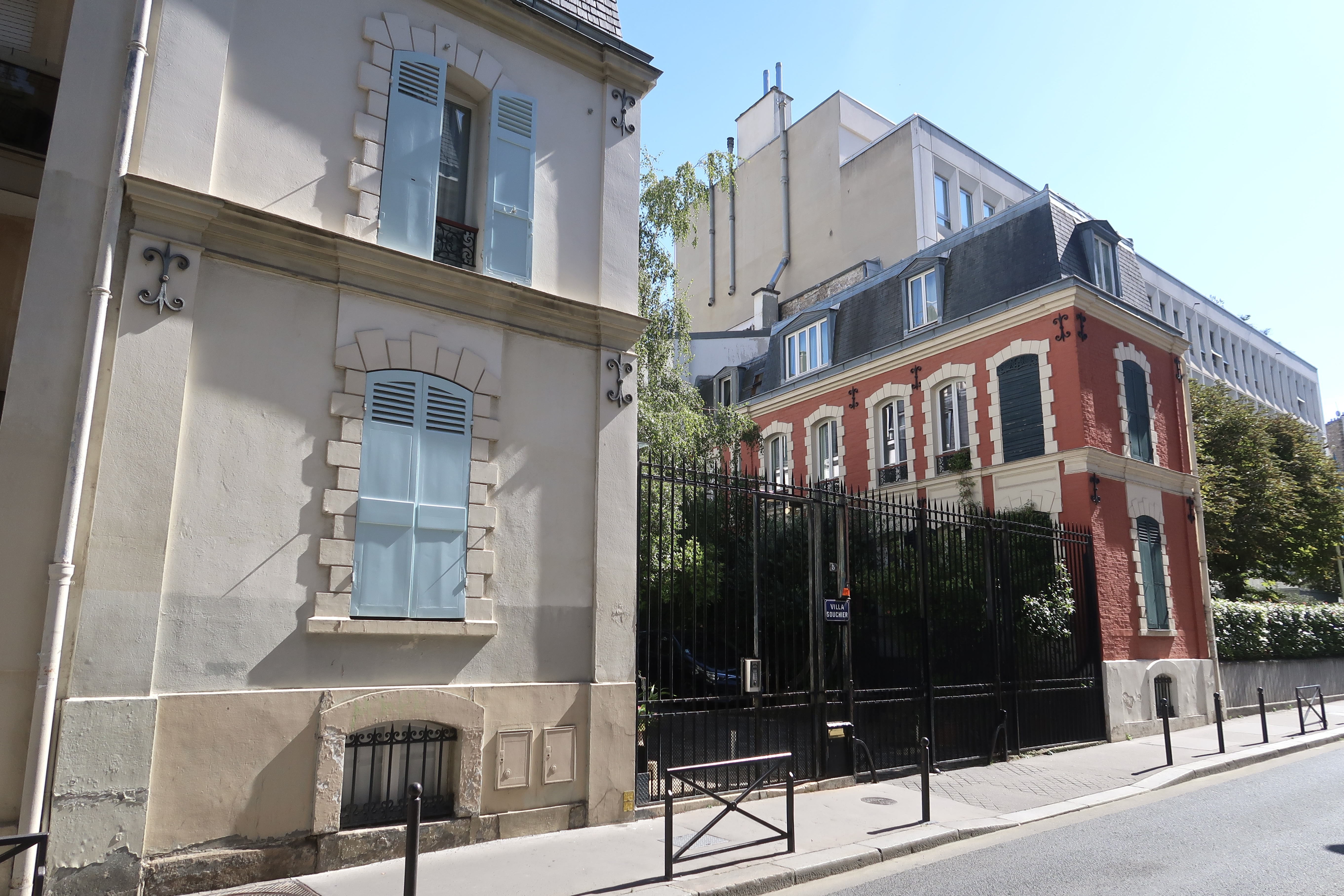
Entrée depuis les grilles, encadrées par deux pavillons.

La villa Souchier est une voie située dans le 16e arrondissement de Paris. Elle débute au 5, rue Eugène-Delacroix et se termine en impasse.
Il s'agit d'une résidence fermée.

## Origine du nom
Cette voie est nommée d'après le nom du propriétaire des terrains sur lesquels elle a été ouverte. Souchier a également ouvert la villa de la Tour, dont l'une des entrées se trouve aussi rue Eugène-Delacroix.

## Historique
Cette voie est ouverte sous sa dénomination actuelle en 1874.

## Au cinéma
On aperçoit nettement l'entrée de la villa Souchier au début du film Le Voile bleu de Jean Stelli, tourné en 1942 avec Gaby Morlay.